# チョン・ウンスン
チョン・ウンスン（ハングル表記：정은승、1977年7月24日 - ）は、大韓民国の韓国放送公社 (KBS) 所属のアナウンサー。2001年にKBSの公募採用でアナウンサーとして採用され入局した。クラシック音楽の演奏家に関する番組『クラシックオディッセー』や、KBSの番組に対する意見を伝える番組『TV비평 시청자데스크』（テレビ批評 視聴者デスク）、『바른말 고운말』（仮訳：正しい言葉 美しい言葉）、『KBSニュース広場』などで司会を担当した。
梨花女子大学校の新聞放送学科を卒業後、梨花女子大学校大学院新聞放送学科に進学し、
成均館大学校言論情報大学院で修士を授与された。アメリカ合衆国コロンビア大学ウェザーヘッド東アジア研究所で研究員を務めた。
夫は外科医のパク・キョンチョルである。パク・キョンチョルは시골의사（田舎医者）というペンネームで有名な金融コラムニストでもあり、著書がベストセラーになっている。二人の間に子供が一人いて2017年6月時点でチョン・ウンスンは育児のために休職中である。